# Aleksandrów (powiat kłobucki)
Aleksandrów – wieś w Polsce położona w województwie śląskim, w powiecie kłobuckim, w gminie Panki.
W latach 1975–1998 miejscowość należała administracyjnie do województwa częstochowskiego.